# Робигалии

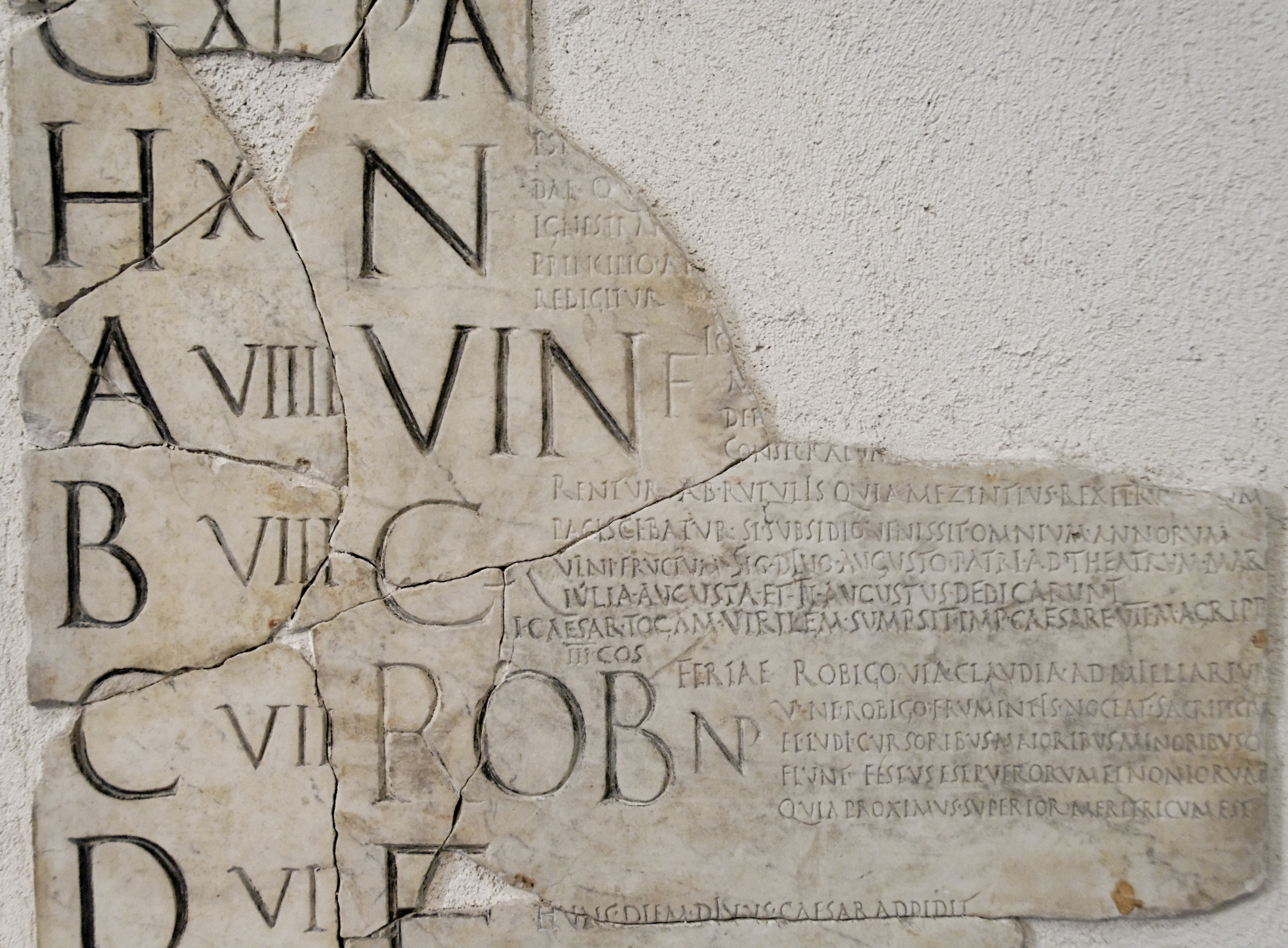
Фрагмент Fasti Praenestini с записью о «празднике Робиго» (внизу)

Робигалии (лат. Robigalia) — праздник в древнеримской религии, отмечавшийся 25 апреля и названный в честь сельскохозяйственного божества Робига. Основным его ритуалом было принесение в жертву собаки для защиты зерновых полей от болезней. Также проводились игры (ludi) в форме «больших и малых» гонок колесниц. Робигалии были одним из нескольких сельскохозяйственных праздников в апреле, чьей задачей было славить и наполнять жизнью новый сезон роста, но мрачное жертвоприношение во время этого события также было проникнуто страхом неурожая и потребностью в божественной милости, чтобы избежать его.

## Описание
Робигалии проводились на границе Римского поля (Ager Romanus). Веррий Флакк сообщал, что их празднуют в роще (lucus) у пятого мильного камня от Рима вдоль Via Claudia. Празднество включало в себя игры и жертвенное подношение крови и внутренностей недоношенного щенка (catulus). Большинство жертвоприношений животных в публичной религии древнего Рима оканчивалось общей трапезой и включало домашних животных, чьё мясо было обычной частью римской диеты; собака чаще всего становилась жертвой в магических и частных обрядах Гекаты и других хтонических божеств, однако также её публично приносили в жертву на Луперкалиях и в двух других церемониях жертвоприношений, касавшихся зерновых культур.

## Происхождение
Как и многие другие аспекты римского права и религии, учреждение Робигалий приписывалось сабину Нуме Помпилию — на одиннадцатом году его правления как второго царя Рима. Совместное присутствие Нумы и фламинов Квирина, сабинского бога войны, отождествляемого с Марсом, может свидетельствовать о сабинском происхождении праздника.
Учёный поздней Республики Варрон писал, что Робигалии были названы в честь бога Робига (Robigus), который, как нумен (персонификация) сельскохозяйственных болезней, мог и предотвращать их. Таким образом, он был потенциально злым божеством, которое следовало умиротворять, как отмечал Авл Геллий. Однако пол этого божества неясен. Писавший о сельском хозяйстве Колумелла приводит его имя в женской форме, как Робиго (Robigo), называя его тем же словом, что использовалось для обозначения одной из форм бурой ржавчины пшеницы, которая имеет красноватый или красновато-коричневый цвет. И Робиг, и Робиго также встречаются в форме Rubig-, которую, в духе античной этимологии через ассоциации, объясняли связью с красным цветом (ruber) через гомеопатическую или симпатическую магию. Ржавчина была красноватой, у подходящих щенков (или иногда сук) была рыжая («красная») шерсть, красный цвет крови напоминает о специфически римском боге Марсе — покровителе земледелия и кровопролития.
Уильям Уорд Фоулер, чей труд о римских праздниках остаётся хрестоматийным, поддерживал идею, что Робиг — это «указание» (англ. indigitation) на Марса, то есть имя, которое будет использоваться в молитвенной формуле, чтобы уточнить конкретное действие призываемого бога. В пользу этой идеи говорит то, что главным жрецом в церемонии был фламин Квирина, а игры проводились в честь как Марса, так и Робига. Фламины произносили молитву, которую Овидий подробно цитирует в «Фастах», своём поэтическом календаре римских праздников из шести книг, дающем самое обширное описание этого дня, хотя и вызывающее множество вопросов. Примечательно, что здесь даётся другое объяснение жертвоприношения собаки: она связывается со звездой Сириус (в созвездии Большого Пса), которая якобы иссушает посевы. Р. А. Орехов высказывает предположение, что это представление сформировалось под воздействием каких-то древних аномальных событий, отражённых в мифах, и связывает жертвоприношение собаки с общеиндоевропейским мифом об убийстве культурным героем пса или волка, реконструированным В. В. Ивановым.

## Другие обряды
В этот день проводились гонки на колесницах (ludi cursoribus) в честь Марса и Робига. Они делились на два вида, «большие» и «малые», которые, возможно, представляли молодых и опытных возничих. В гонках на колесницах молодые возничие, по-видимому, приобретали опыт управления колесницами с двумя лошадьми (бига) до перехода в команду с четырьмя лошадьми (квадрига).
Другие скачки и гонки на колесницах в честь Марса происходили на Эквириях и перед принесением в жертву октябрьского коня.

## Календарный контекст
В Fasti Praenestini также указано, что в тот же день отмечался праздник «мальчиков-проституток», на следующий день после праздника meritrices, женщин-проституток, которых считали своего рода профессионалками.
Другими апрельскими праздниками, связанными с земледелием, были Цереалии — праздник Цереры, который длился несколько дней в середине месяца; Фордицидии (15 апреля), когда в жертву приносили беременную корову; Парилии (21 апреля), проводившиеся для здоровья стад; и Виналии, праздник вина 23 апреля. Варрон считал их вместе с Робигалиями и Мегалензиями «изначальными» римскими праздниками, проводившимися в апреле.
Позднее Робигалии стали соотносить с христианским праздником Молебствия (англ. Rogation), который был связан с очищением и благословением прихода и полей и который занял место Робигалий 25 апреля по христианскому календарю. Тертуллиан насмехался над тем, что «и ржавчина [Робиго] возведена была в богини».